# Yūka Kagami
Yūka Kagami (jap. 鏡優翔 Kagami Yūka; ur. 14 września 2001) – japońska zapaśniczka walcząca w stylu wolnym. Złota medalistka olimpijska z Paryża 2024 w kategorii 76 kg, a także mistrzostw świata w 2023 i brązowa 2022 roku. 
Mistrzyni Azji w 2019; druga w 2022. Pierwsza w Pucharze Świata w 2019. 
Brązowa medalistka igrzysk olimpijskich młodzieży w 2018. Druga na MŚ U-23 w 2019. Mistrzyni świata juniorek w 2019. Pierwsza na MŚ kadetów w 2017 i 2018. Mistrzyni Azji kadetów w 2018 i 2019 roku.